# Dorothea van Brandenburg (1420-1491)

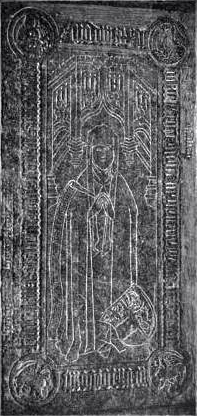
De graftombe van Dorothea van Brandenburg.

Dorothea van Brandenburg (Berlijn, 9 februari 1420 - Rehna, 19 januari 1491) was van 1432 tot 1477 hertogin van Mecklenburg. Ze behoorde tot het huis Hohenzollern.

## Levensloop
Dorothea was een dochter van keurvorst Frederik I van Brandenburg en Elisabeth van Beieren, dochter van hertog Frederik van Beieren-Landshut. 
In mei 1432 huwde ze met hertog Hendrik IV van Mecklenburg (1417-1477). Als bruidsschat kreeg ze Dömitz en Gorlosen, die haar zus Margaretha in 1423 gekregen had bij haar huwelijk van hertog Albrecht V van Mecklenburg. Albrecht was echter kort na het huwelijk gestorven. Het huwelijk tussen Hendrik en Dorothea speelde een belangrijke rol in het akkoord dat de strijd tussen Brandenburg en Mecklenburg om de erfenis van de heerlijkheid Werle beëindigde.
Nadat Dorothea in 1477 weduwe geworden was, werd ze tot in 1485 zuster in het klooster van Rehna. Na haar overlijden in 1491 werd Dorothea bijgezet in de Sint-Jacobs- en Sint-Dionysius-stadskerk van Gadebusch. 

## Nakomelingen
Dorothea en Hendrik IV kregen zeven kinderen:
- Albrecht VI (1438-1483), hertog van Mecklenburg en hertog van Mecklenburg-Güstrow
- Johan VI (1439-1474), hertog van Mecklenburg
- Magnus II (1441-1503), hertog van Mecklenburg en hertog van Mecklenburg-Schwerin
- Catharina (1442-1451/1452)
- Anna (1447-1464)
- Elisabeth (1449-1506), abdis van Ribnitz
- Balthasar (1451-1507), diocesaan administrator van het prinsbisdom Schwerin en hertog van Mecklenburg-Schwerin